# Криминальная история (фильм, 1993)
«Криминальная история» (иер. трад. 重案组, йель: Chung on jou, англ. Crime Story) — детективный боевик с участием Джеки Чана, основанный на реальных событиях, связанных с похищением гонконгского предпринимателя в 1991 году. В отличие от большинства предыдущих фильмов с участием Джеки Чана, этот является, в первую очередь, серьёзной драмой и не содержит комических эпизодов.

## В ролях
- Джеки Чан — инспектор Эдди Чань
- Кент Чен — детектив Хун
- Кристин Нг[англ.] — Лара
- Ло Каин[англ.] — мистер Вон
- Марс — грабитель (камео)

## Сюжет
Полицейскому Эдди Чаню (Джеки Чан) поручают охранять влиятельного предпринимателя мистера Вонга (Ло Каин), который обратился в полицию после того как стал подозревать, что его планируют похитить. Вскоре похищение действительно происходит. Эдди Чань начинает вести расследование, в этом ему помогает его коллега — детектив Хун (Кент Чен). В какой-то момент, Эдди понимает, что Хун является соучастником похищения, мало того, именно он был главным вдохновителем этого преступления.

## Производство
Роль Эдди Чаня первоначально должен был сыграть Джет Ли. Но когда начались предварительные работы над картиной, его агента Джима Чоя застрелили люди из триад, поэтому Джет Ли отказался от главной роли в картине об организованной преступности, так как побоялся привлечь ненужное ему внимание, и тогда он ушёл работать над фильмом «Мастер тай чи» (1993).

### Съёмки
Режиссёр фильма Кирк Вон сильно не поладил с Джеки Чаном во время съёмок. Чан считал, что Вон представляет себе характер главного героя слишком мрачным, непоколебимым. Он опасался, что такое отношение отрицательно повлияет на его образ беззаботного героя. В конце концов, при поддержке продюсеров, Чан взял на себя большую часть съёмок картины, а Кирк Вон был уволен.
Во время съёмок одного из трюков Джеки Чан получил травму. При прыжке между двумя автомобилями Джеки зажало, и он сломал обе ноги.
Первоначально по сценарию Эдди Чан испытывал серьёзные проблемы психологического характера, что оказывало сильное влияние на то, как он выполнял свою работу. Но внутренние противоречия главного героя картины были смягчены по просьбе самого Джеки Чана. Впоследствии, эта идея была использована в фильме Новая полицейская история. Также по сценарию Чан должен был встретиться со своим психологом, но и от этой идеи отказались.

## Награды и номинации кинофестивалей
Golden Horse Award (1994)
- Лучший актёр — Джеки Чан

13-я Гонконгская кинопремия (1993)
- Лучшая постановка боёв — JC Stuntmen Group
- Лучший монтаж — Питер Чён

## Критика
«Криминальная история» получила положительные отзывы, при этом особо отмечалось выступление Джеки Чана в серьёзной драматической роли. Так, рейтинг фильма на сайте Rotten Tomatoes составляет 94 %.
В реальной жизни похищенный предприниматель так и не был найден, в фильме же было решено сделать более счастливый конец.